# Michotamia pruthii
Michotamia pruthii là một loài ruồi trong họ Asilidae. Michotamia pruthii được Joseph & Parui miêu tả năm 1987. Loài này phân bố ở miền Ấn Độ - Mã Lai.